# 풍접초
풍접초(風蝶草)는 풍접초과에 속하는 한해살이풀이다. 아메리카 원산이다. 백화채라고도 부른다.

## 생태
꽃이 아름다워 심어 기른다. 키는 1 미터 남짓이며, 줄기는 곧게 서며 털과 잔가시가 난다. 잎은 어긋나고 손바닥 모양 겹잎이며, 작은 잎은 5~7개인데 긴 타원 모양이며 끝이 뾰족하다. 꽃은 8~9월에 피고 붉은색이거나 보라색 또는 흰색이며 원줄기 끝의 총상꽃차례에 달린다. 수술이 네 개인데 꽃잎보다 2~3배 길게 뻗어 나온다. 열매는 삭과로 길이 11 센티미터 정도이며 가늘고 아래로 늘어진다.

## 사진

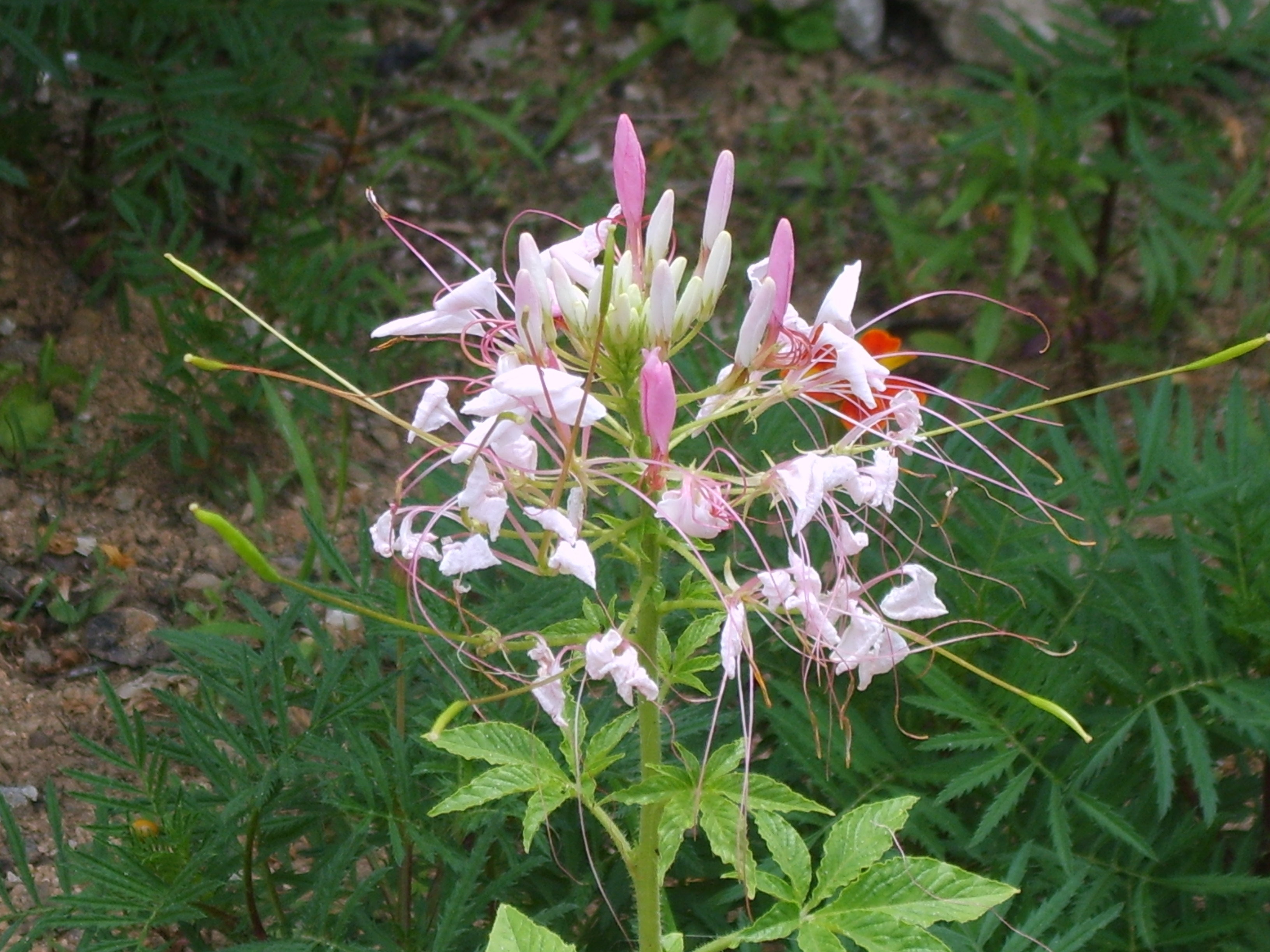
꽃
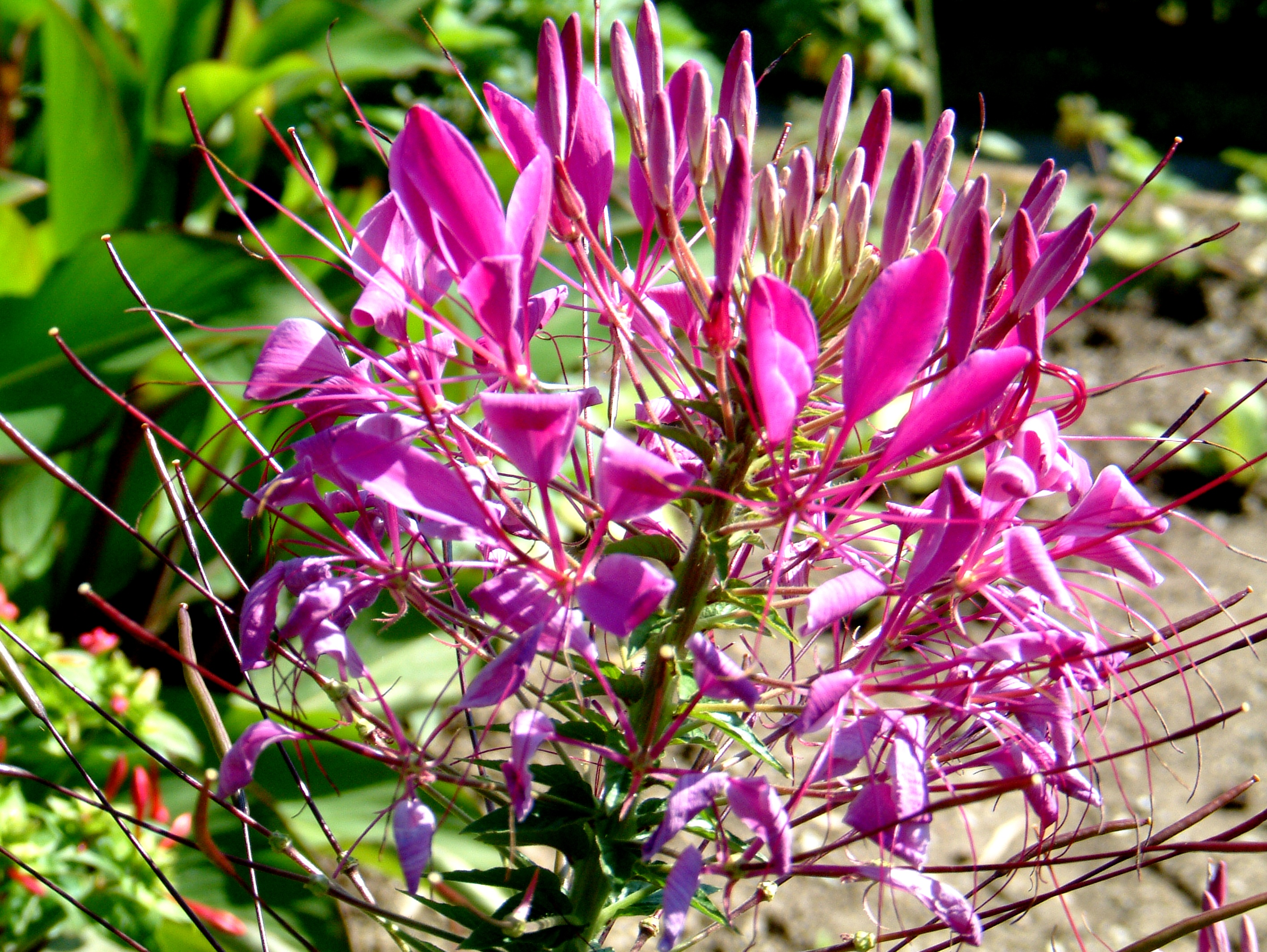
꽃
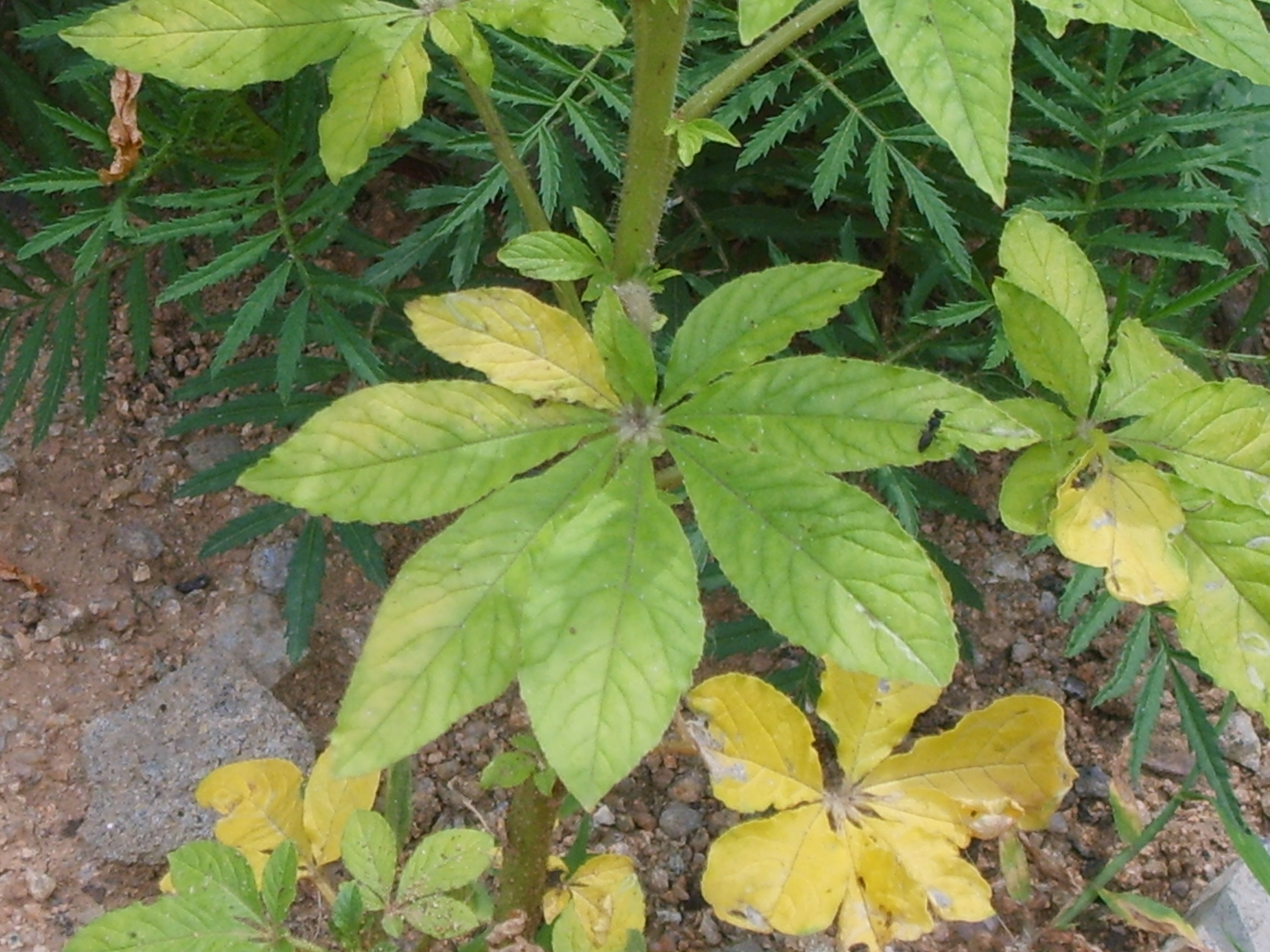
잎

## 참고 문헌
- 풀베개